# ایستگاه راه‌آهن برن
ایستگاه راه‌آهن برن (آلمانی: Bahnhof Bern) ایستگاه راه‌آهن اصلی در شهر برن، سوئیس است.
این ایستگاه که در سال ۱۸۶۰ تأسیس شده است به خطوط راه‌آهن ت ژ و و اینترسیتی-اکسپرس متصل است.

## نگارخانه

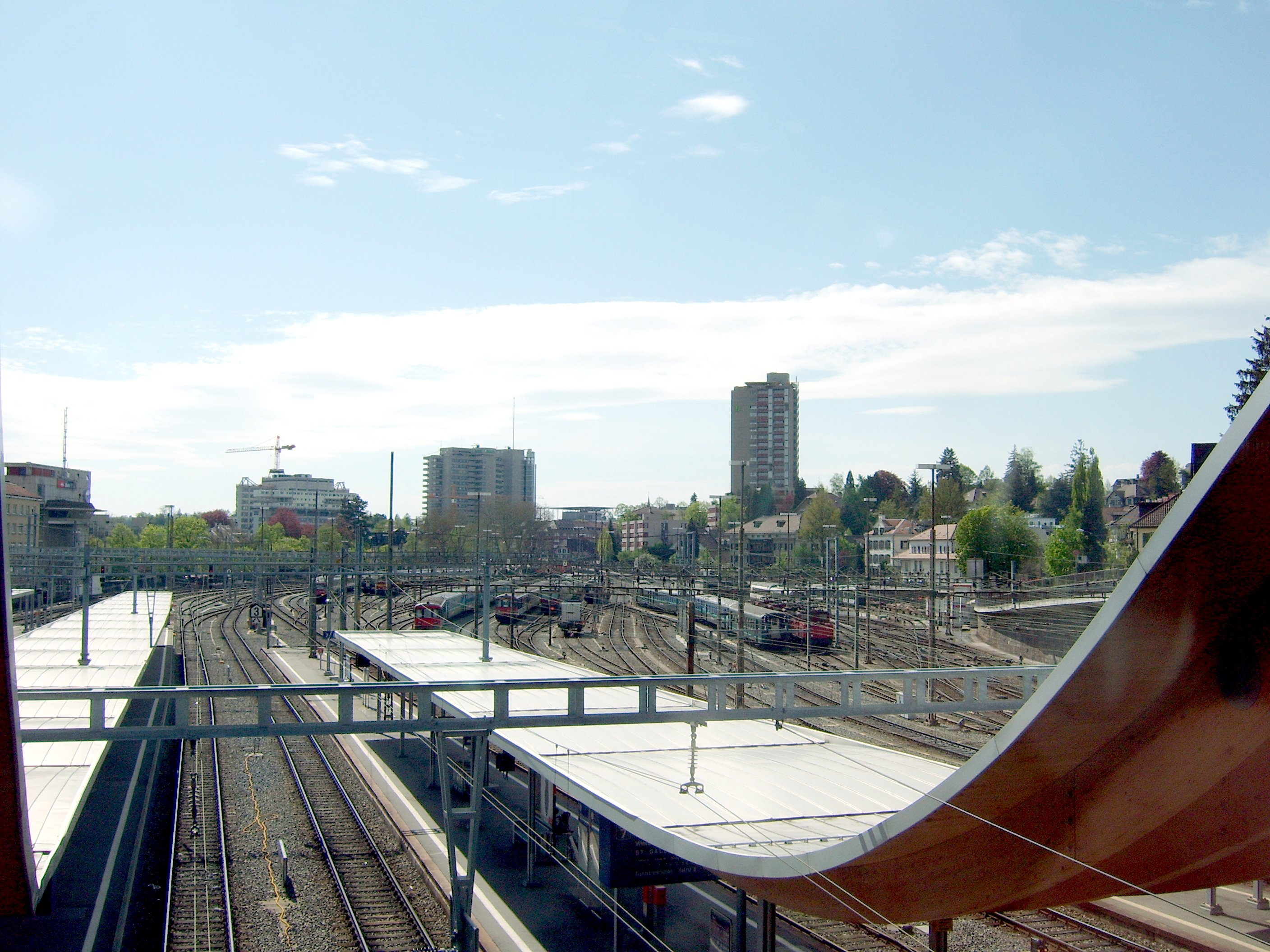
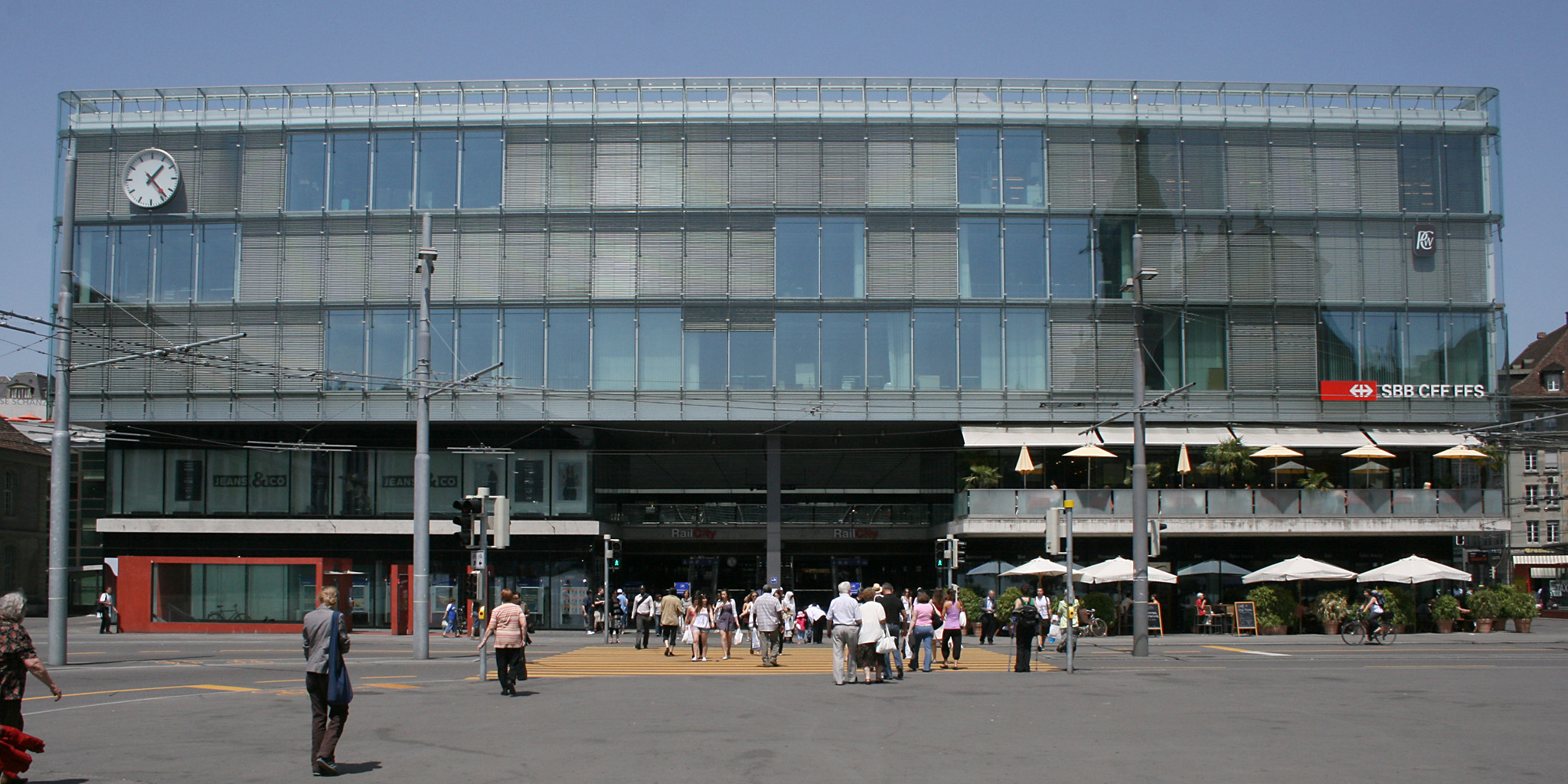
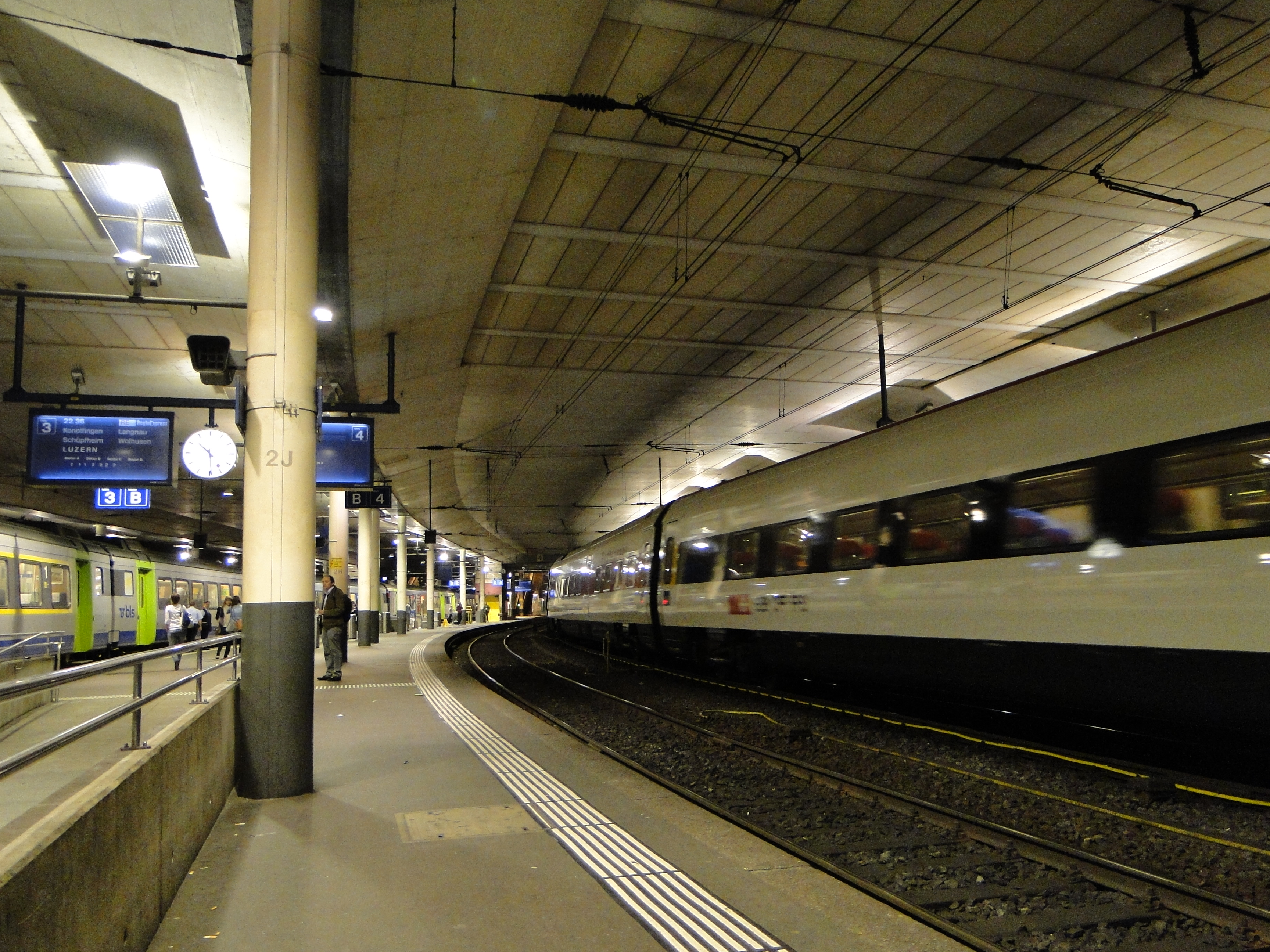
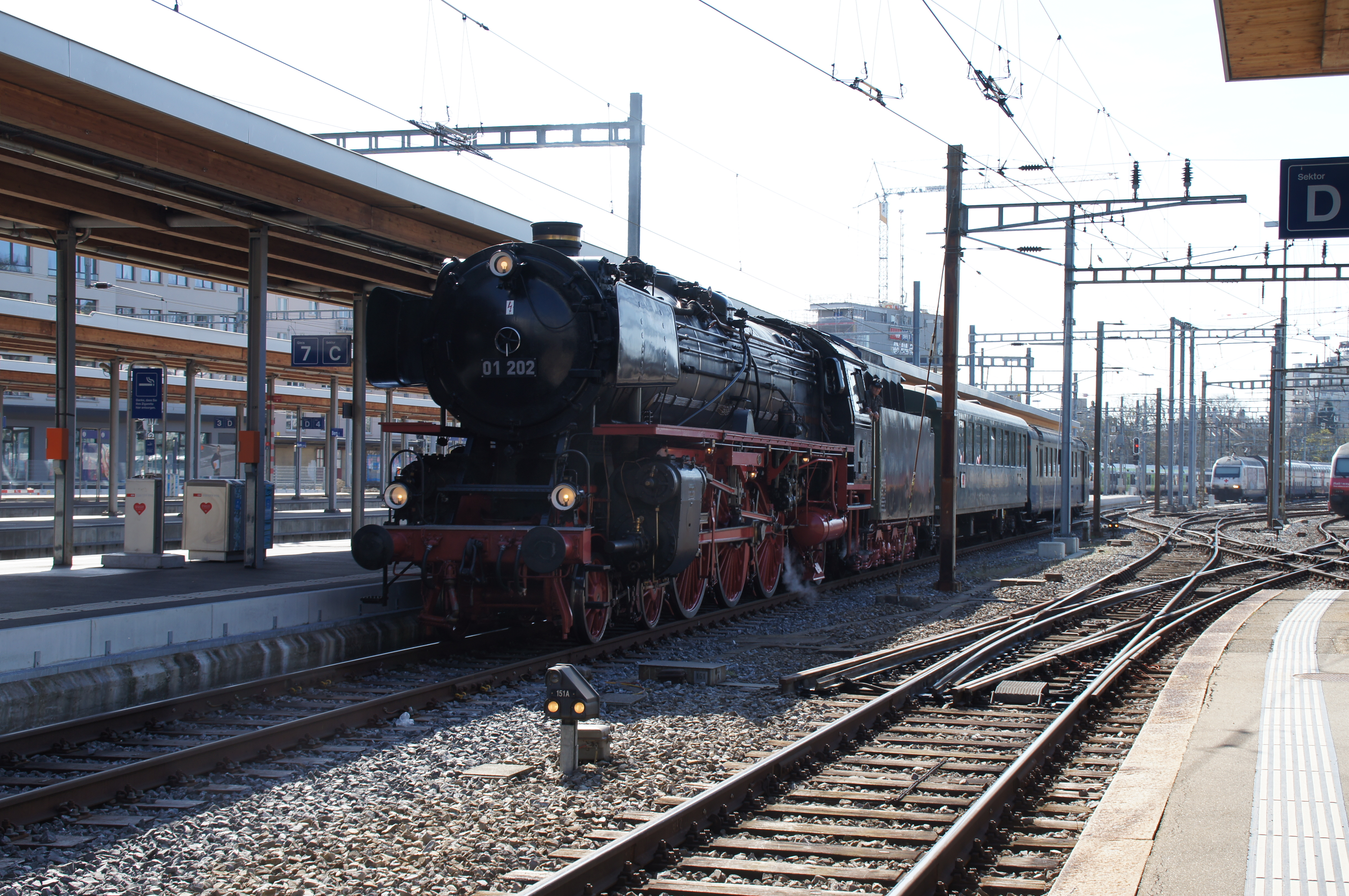
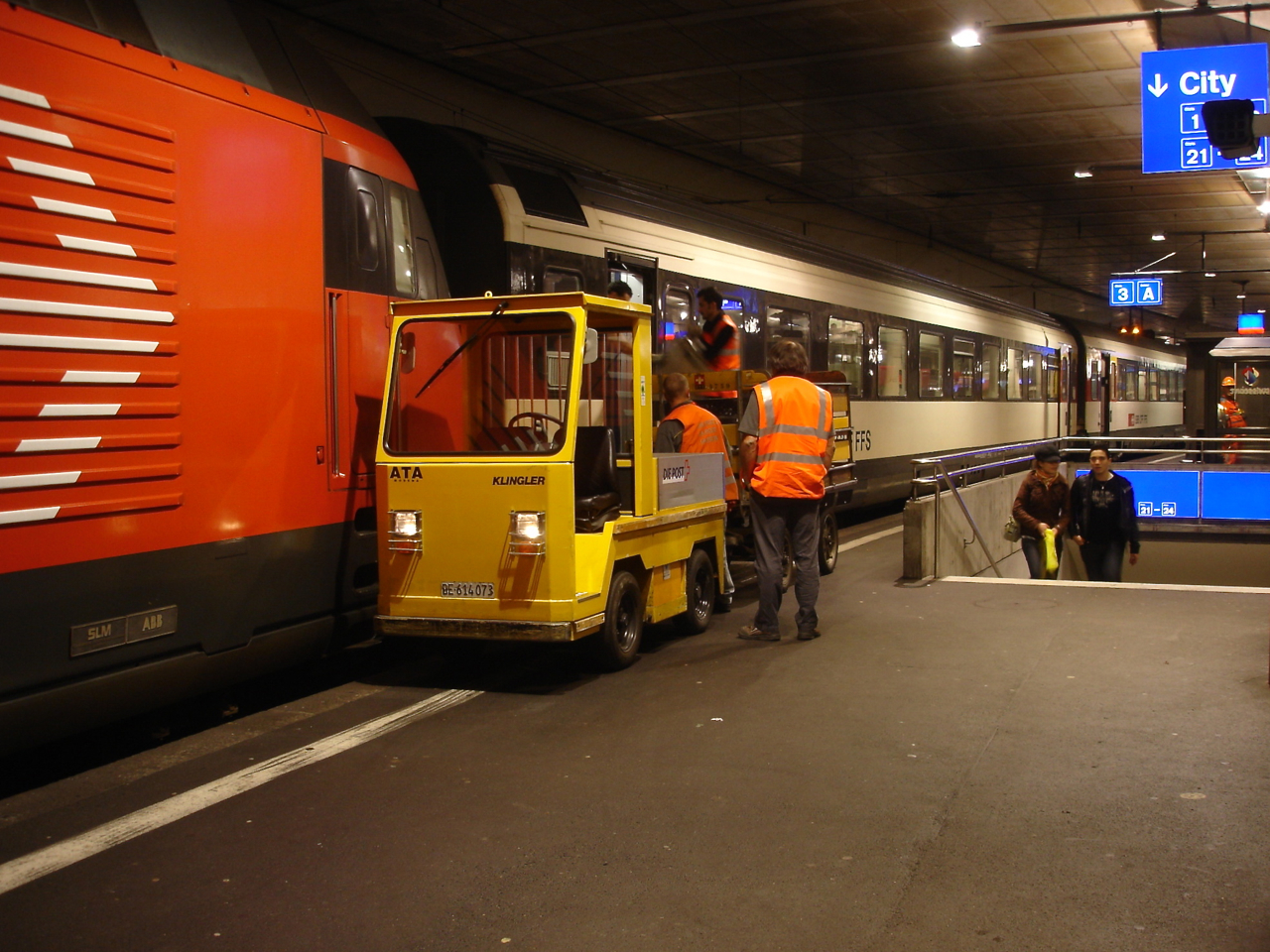